# Константін Гельдманн
Константін Гельдманн (нім. Constantin Heldmann; 7 березня 1893, Детмольд — 29 вересня 1965, Еренкірхен) — німецький офіцер, оберфюрер СС.

## Біографія
В лютому 1912 року вступив кадетом у ВМФ, потім переведений в піхоту. Учасник Першої світової війни. В березні 1920 року демобілізований. В квітні 1931 року вступив в НСДАП (квиток №502 132), в березні 1933 року — в СС (посвідчення №59 138). В січні-вересня 1934 року — начальник штабу 13-го абшніту СС в Штеттіні, з 1 жовтня 1934 року — командир 22-го штандарту СС «Мекленбург». З 1 січня 1935 року — начальник штабу 9-го абшніту СС в Нюрнбергу, з 31 липня 1937 року — оберабшніту СС «Майн». З 1 липня 1939 року — командир 9-го абшніту СС в Вюрцбургу.
З початком Другої світової війни вступив офіцером в артилерію, але в листопаді 1939 року призначений командиром батареї запасного артилерійського дивізіону СС. З грудня 1939 року — командир запасного артилерійського дивізіону СС дивізії СС «Мертва голова», з січня 1941 року — 4-го дивізіону артилерійського полку дивізії СС «Вікінг». Учасник німецько-радянської війни. В червні-вересні 1941 і липні-серпні 1942 року — командир запасного артилерійського дивізіону (потім полку) СС. З жовтня 1941 по березень 1942 року — командир артилерійського полку СС гірської дивізії СС «Норд». З 1 лютого 1943 по 8 травня 1945 року — командир 4-го абшніту СС в Ганновері. З березні 1944 по травень 1945 року — інспектор важкого озброєння при Верховному керівникові СС і поліції в Італії. В березні 1944 року також призначений й-м офіцером Генштабу, в листопаді 1944 року — виконувачем обов'язків командира гренадерської бригади військ СС (італійської №1), яку очолив 9 березня 1945 року після її переформування на дивізію.

## Звання
- Унтерштурмфюрер СС (24 грудня 1933)
- Оберштурмфюрер СС (13 березня 1934)
- Гауптштурмфюрер СС (17 червня 1934)
- Штурмбаннфюрер СС (20 квітня 1935)
- Оберштурмбаннфюрер СС (30 січня 1937)
- Штандартенфюрер СС (11 вересня 1938)
- Оберфюрер СС (20 квітня 1945)

## Нагороди
- Залізний хрест 2-го класу
- Нагрудний знак «За поранення» в чорному
- Пам'ятна військова медаль (Угорщина) з мечами
- Почесний хрест ветерана війни з мечами
- Медаль «У пам'ять 1 жовтня 1938»
- Застібка до Залізного хреста 2-го класу
- Залізний хрест 1-го класу
- Хрест Воєнних заслуг 2-го класу з мечами